# Usseewa
Usseewa (うっせぇわ?) è un singolo discografico della cantante giapponese Ado, pubblicato il 23 ottobre 2020 da Virgin Records.

## Tracce
- Download digitale

1. Usseewa (うっせぇわ?) – 3:24